# Municipio de Tukums
El municipio de Tukums (en Letón: Tukuma novads) es uno de los 36 municipios de Letonia, que abarca una pequeña porción del territorio de dicho país báltico. Se encuentra en el oeste de Letonia, en la histórica región de Curlandia. Su sede administrativa está en la ciudad de Tukums.

## Historia
El municipio fue creado como parte de una reforma administrativa el 1 de julio de 2021 mediante la fusión del antiguo municipio de Tukums con los municipios de Engure, Jaunpils y Kandava, de modo que se corresponde al antiguo distrito de Tukums, que existió hasta 2009.
El antiguo municipio de Tukums se formó durante la reforma de 2009 de parte del territorio del distrito de Tukums. Estaba dividido en 10 condados y 1 ciudad, tenía un área de 1195.2 km² y una población de 27 614 (2021). El centro administrativo estaba en Tukums.

## Geografía
El área limita con el municipio de Talsi al noreste, el municipio de Kuldīga al oeste, el municipio de Saldus al suroeste, el municipio de Dobele al sur, el municipio de Jelgava, el municipio de Mārupe y la ciudad de Jūrmala al este, justo al suroeste del golfo de Riga.
Los lagos más grandes son el lago Engure en la frontera con el municipio de Talsi y el lago Kaņieris en el parque nacional Ķemeri. Los ríos más grandes son el Abava en el oeste del municipio y el Slocene, que desemboca en el lago Kaņieris.

## Ciudades y zonas rurales
El municipio comprende las 2 ciudades (pilsētas) de Kandava y Tukums, así como 21 parroquias (pagasti):
| - Cēre - Degole - Džūkste - Engure - Irlava - Jaunpils - Jaunsāti | - Kandava - Lapmežciems - Lestene - Matkule - Pūre - Sēme - Slampe | - Smārde - Tume - Vāne - Viesati - Zante - Zemīte - Zentene |

## Transporte
La línea de tren Torņakalns-Tukums II atraviesa el municipio hacia Riga con estaciones en Milzkalne y Smārde, así como la línea de tren Jelgava-Liepāja en la parte sur sin paradas. Además, las líneas ferroviarias Ventspils-Tukums y Tukums II-Jelgava, que solo se utilizan para el tráfico de mercancías, atraviesan la zona. Los principales enlaces por carretera son la carretera estatal A10 de Riga a Ventspils, que forma parte de la ruta europea 22 y atraviesa la parte norte, y la A9 de Riga a Liepāja en la parte sur. El aeropuerto de Jūrmala se encuentra al sureste de Tukums.

## Población y territorio
En 2009 su población estaba compuesta por un total de 33.608 personas. La superficie de este municipio abarca una extensión de territorio de unos 2450.1 km², y una población de 44 411 habitantes (2021).